# Causes perdues et musiques tropicales
Albums de Bernard Lavilliers
Samedi soir à Beyrouth
(2008) Baron Samedi
(2013)
Causes perdues et musiques tropicales est le dix-neuvième album de Bernard Lavilliers enregistré en studio, paru le 15 novembre 2010.
Pour la chanson d’ouverture du disque, Lavilliers retrouve  Bonga Kuenda, importante figure de la musique angolaise avec qui il a déjà travaillé en 1988. Le titre de l'album vient d'une discussion avec François Mitterrand dans les années 1980. Alors invité au ministère de la Culture en compagnie d'autres artistes, Lavilliers se voit demander par le Président de la République ce qu'il fait de ses journées. Il répond à cela « comme toujours, je chante des causes perdues sur des musiques tropicales » 
.

## Pistes
1. Angola, en duo avec Bonga Kuenda dit « Bonga » — (Bonga Kuenda - Bernard Lavilliers / Bonga Kuenda) — 4:05
2. L'Exilé — (Bernard Lavilliers / Bonga Kuenda - Bernard Lavilliers) —  3:14
3. Causes perdues, avec Spanish Harlem Orchestra — (Bernard Lavilliers / Bernard Lavilliers - Xavier Tribolet, arrangement de Oscar Hernández) — 5:26
4. Je cours — (Bernard Lavilliers, arrangement Fred Pallem) — 4:31
5. Sourire en coin — (Bernard Lavilliers / Alain Antonelli) — 4:04
6. Possession — (Adaptation : Bernard Lavilliers sur les motifs de Alfonsina y el mar (Ariel Ramirez / Félix Luna) — 3:07
7. La nuit nous appartient — (Bernard Lavilliers / Teófilo Chantre) — 3:21
8. Coupeurs de cannes — (Bernard Lavilliers / Mino Cinelu) — 3:23
9. Identité nationale — (Bernard Lavilliers / Mino Cinelu - Bernard Lavilliers, arrangement Fred Pallem) — 2:42
10. La Côte des squelettes  — (Bernard Lavilliers) — 3:49
11. Cafard, avec Spanish Harlem Orchestra — (Adaptation Bernard Lavilliers sur une musique de Ruben Blades, arrangement de Oscar Hernández) — 4:07

La version Coffret collector Disque-Livre inclut une version Bonus inédite de :
1. On the Road Again — (Bernard Lavilliers / Sebastian Santa Maria) — 5:13 avec Afro-Cuban All-Stars

## Réception critique
Sylvain Siclier, dans le quotidien Le Monde, estime que « la voix chaude, très présente, de Lavilliers donne une vie arc-en-ciel à ses textes ».